# Froschkanzelsee
Der Obere und der Untere Froschkanzelsee sind zwei nahe beieinander liegende Stillgewässer im Stadtgebiet von Lorsch im Landkreis Bergstraße in Hessen.

## Beschreibung
Die Froschkanzelseen liegen in der Gemarkung von Lorsch etwas über einen Kilometer südlich des städtischen Siedlungsrandes und áuf etwa 95 m ü. NHN kurz nacheinander am dort wenig vor seiner Mündung in die Weschnitz nordostwärts laufenden Landgraben. Der dort am linken Rand der Weschnitzaue fließende Landgraben zieht nahe am Südostufer beider Seen vorbei, mit ihrem nordwestlichen grenzen die Seen an das große Waldgebiet Forehahi.
Der Obere Froschkanzelsee ist ca. 300 m lang und bis ca. 60 m breit, er hat eine Fläche von etwa 1,3 ha.
Der wenig landgrabenabwärts des Oberen liegende Untere Froschkanzelsee ist ca. 500 m lang und bis ca. 90 m breit, er hat eine Fläche von etwa 4,2 ha. Eingezwängt zwischen dem Nordostende dieses Sees und der Weschnitz steht ein Anwesen des Wohnplatzes Seehof von Lorsch. 
Beide Seen entwässern über den Landgraben und dann die Weschnitz zum Oberrhein.